# Juri Anatoljewitsch Kurnenin
Juri Anatoljewitsch Kurnenin (russisch Юрий Анатольевич Курненин, belarussisch Юры Анатолевіч Курненін/Jury Anatolewitsch Kurnenin; * 14. Juni 1954 in Orechowo-Sujewo; † 30. Juli 2009 in Minsk) war ein belarussischer Fußballspieler und Trainer, der den größten Teil seiner Karriere bei  Dinamo Minsk spielte. Im Laufe seiner Karriere veränderten sich die Positionen, auf denen er spielte, ständig, so dass er im Sturm, im Mittelfeld oder in der Abwehr eingesetzt wurde. Sein Debüt als Profifußballer feierte er 1973 im Trikot von Dynamo Moskau. Mitte der 80er Jahre spielte er mit Minsk regelmäßig im UEFA-Cup. Nach mehreren Co-Trainer-Stellen trainierte er zuletzt die belarussische U21, nachdem er bereits zwischen 2005 und 2006 diese trainiert hatte.

## Erfolge
- Russischer Fußballmeister: 1982
- Russischer Pokalfinalist: 1987

| Personendaten    | Personendaten                                |
| ---------------- | -------------------------------------------- |
| NAME             | Kurnenin, Juri Anatoljewitsch                |
| ALTERNATIVNAMEN  | Kurnenin, Jury Anatolewitsch                 |
| KURZBESCHREIBUNG | belarussischer Fußballspieler und Trainer    |
| GEBURTSDATUM     | 14. Juni 1954                                |
| GEBURTSORT       | Orechowo-Sujewo, Russische SFSR, Sowjetunion |
| STERBEDATUM      | 30. Juli 2009                                |
| STERBEORT        | Minsk, Belarus                               |